# 朱奇淮
河东荣安王朱奇淮（1453年—1514年8月21日），明朝河东昭靖王朱锺鏸嫡长子，明朝第二代河东王。母亲是王妃张氏。

## 生平
景泰七年（1456年）二月，朱奇淮得赐名。成化二年（1466年），受封河东长子。
朱鍾鏸為朱奇淮選婚，但教授李恭、典膳李馨得知朱奇淮的未婚妻曾经許配本地人朱氏，劝谏朱鍾鏸，朱鍾鏸不聽。后来朱氏奏發其事，李恭、李馨皆被問罪，后来復職，又即将被調任。朱鍾鏸因而奏称二人曾勸諫且小心慎密，李恭又訓誨自己的儿子们不懈怠，希望留用。成化四年（1468年）二月，明宪宗特别准许朱鍾鏸所請，规定不得引以為例。
成化二十年（1484年）十月，朱鍾鏸去世。成化二十三年（1487年）六月，宪宗遣恭順侯吳鑑、鎮遠侯顧溥、武安侯鄭英、保定侯梁任、永康侯徐錡、廣平侯袁輅、遂安伯陳韶、懷柔伯施鑑為正使，中書舍人錢鏞、吏部署郎中吳裕、戶部郎中許楫、署郎中王溥、禮部郎中李魁、兵部郎中劉傳、刑部署郎中王懋、工部郎中顧餘慶為副使，持節冊封朱奇淮為河東王，夫人韓氏為河東王妃。
十月，魯王朱阳铸、趙王朱见灂、朱奇淮各自遣官奉表箋謝恩。
正德九年（1514年）八月，朱奇淮去世，明武宗輟朝一日，按例賜祭葬，谥榮安。
正德十年（1515年）十一月，给朱奇淮宮妾黃氏養贍米每年五十石。
朱奇淮的庶长子镇国将军朱表枋已经去世。正德十三年（1518年）六月，朱表枋的嫡次子朱知炯受册袭封。
乐女刘氏仗着朱奇淮的宠爱从中谮拨，朱奇淮因此没有将后她进宫的宫人刘氏明报籍贯，宫人刘氏因此在正德年间镇守太监朱秀奉例通查时被误以为乐籍，所生二子朱表檯、朱表㮁不得受封。嘉靖二十五年（1546年）四月，晋王朱新㙉奏明此事，请求改正，朱表檯、朱表㮁才得以改正身份，受封为镇国将军。

## 家庭

### 妻妾
- 王妃韩氏
- 宫妾黄氏
- 夫人田氏，生朱表椷，嘉靖三年（1524年）七月封夫人[12]
- 宫人刘氏，榆次县民刘刚女，生朱表檯、朱表㮁
- 乐女刘氏，生崇明县主

### 子女
- 庶長子：镇国将军→河东恭宪王（追封）朱表枋
  - 嫡次子：河东荣懿王朱知炯
- 庶次子：镇国将军朱表椷，弘治二年（1489年）七月按制度賜誥命冠服[13]，嘉靖三年（1524年）七月在世[12]
  - 嫡長子：朱知煦，弘治十七年（1504年）二月賜名
  - 庶次子：朱知煓，弘治十七年（1504年）二月賜名[14]
- 庶三子：朱表棳，成化二十三年（1487年）十月賜名[15]，封鎮國將軍，弘治五年（1492年）三月按制度賜冠服[16]
- 庶四子：镇国将军朱表檯，弘治十七年（1504年）二月赐名
- 庶五子：镇国将军朱表㮁，弘治十七年（1504年）二月赐名[14]
- 女：清江縣主，儀賓胡遠，弘治四年（1491年）三月按制度賜誥命冠服[17]
- 女：崇明县主

## 评价
- 《明史》卷一百一十六·列傳第四·諸王一·晋王传：朱奇淮与西河王朱表相、寧河王朱表楠一并為人所稱。
- 《名山藏分藩記》：嗜學能文，氣和色溫，道德仁義，談吐充然。
- 《弇山堂别集》卷074：寵祿光大，好和不争。